# Rhadamantus-Klänge
Rhadamantus-Klänge, op. 94, är en vals av Johann Strauss den yngre. Den spelades första gången 1851 i Wien.

## Historia
Valsen Rhadamantus-Klänge komponerades till karnevalssäsongen 1851 i Wien. Den skrevs till en fest anordnad av studenterna vid juridiska fakulteten vid Wiens universitet. I grekisk mytologi var Rhadamantys son till Zeus och Europa, och bror till kung Minos av Kreta. Enligt senare legender var Rhadamantys en av de tre domarna i Hades - de andra var Minos och Aiakos - vars uppgift var att förhöra nyanlända själar och besluta om deras slutliga öde, att leda andar som bedömdes som godkända till Elyseiska fälten och fördöma de onda till Tartaros eviga eldar. 
Märkligt nog hade wienerpressen från den tiden inte rapporterat varken om valspremiären eller om någon händelse som organiserades av juridikstudenterna, och datum och plats för första framförandet är inte klarlagt. Med tanke på valsens dunkla historia är det intressant att Eduard Strauss, kompositörens yngste bror, senare ansåg att den var värd att inkluderas i potpurriet Blüthenkranz Johann Strauß'scher Melodien op. 292, en "samling av de mest älskade valsarna från 1844 till nutid", som Eduard valde och arrangerade 1894 för att fira 50-årsjubileet av Johann Strauss offentliga debut som dirigent och kompositör. 

## Om valsen
Speltiden är ca 8 minuter och 3 sekunder plus minus några sekunder beroende på dirigentens musikaliska tolkning.

## Weblänkar
- Dynastin Strauss 1850 och 1851 med kommentarer om Rhadamantus-Klänge.
- Rhadamantus-Klänge i Naxos-utgåvan.